# Emilio Solfrizzi
Emilio Solfrizzi, né à Bari le 5 avril 1962 est un acteur italien.

## Filmographie
- 1995 : Selvaggi de Carlo Vanzina
- 2002 : El Alamein (El Alamein - La linea del fuoco) de Enzo Monteleone
- 2006 : La terra de Sergio Rubini
- 2008-2010 : Tutti pazzi per amore (TV)
- 2010 : Maschi contro femmine de Fausto Brizzi
- 2011 : Femmine contro maschi de Fausto Brizzi
- 2022 : Love in the Villa de Mark Steven Johnson